# EuroTrip
EuroTrip è un film americano di genere commedia del 2004 diretto da Jeff Schaffer.

## Trama
La premessa della storia è data dall'amicizia, nata online, tra lo statunitense Scott Thomas e la tedesca Mieke Schmidt. Il personaggio di Scott è modellato sulla storia vera di Scott Peachman, studente all'Università Yale, amico di lunga data dello sceneggiatore. Facendo confusione tra i nomi Mieke (femminile in tedesco) e Mike (maschile in inglese), Scott pensa che il suo 'amico di penna' sia maschio, ma l'amicizia tra i due è forte e, quando Mieke scopre che Scotty è stato scaricato dalla sua ragazza infedele, gli propone di incontrarsi negli Stati Uniti.
Ma Scotty, in un momento di ubriachezza, "lo" insulta volgarmente, credendo che la sua sia una proposta omosessuale, e Mieke decide di non parlargli mai più. La mattina dopo, il fratello minore di Scotty gli spiega che Mieke è un nome da ragazza, e lui capisce che, nella foto che Mieke gli ha spedito in una sua lettera (in cui lei viene ritratta con il cugino accanto), il suo amico "Mike" non è il ragazzo, bensì la bellissima ragazza che sorride al suo fianco. Decide quindi di partire per la Germania per incontrarla, accompagnato dal suo migliore amico Cooper, e si dà alla scoperta delle bellezze dell'Europa assieme ai gemelli Jamie e Jenny, altri due compagni di liceo, incontrati a Parigi.

## Luoghi di viaggio
- (Presumibilmente) Hudson, Ohio, Stati Uniti: inizio del film, dove Scotty viene scaricato dalla sua ragazza Fiona (Kristin Kreuk) durante la cerimonia di consegna del diploma. La sera stessa, alla festa di tutti i neo-diplomati, uno degli "altri" ragazzi di Fiona (Donny, interpretato da Matt Damon) le dedica una canzone per festeggiare il loro anniversario, dal titolo "Scotty doesn't know" ("Scotty non lo sa"), che rivela in maniera piuttosto volgare tutte le menzogne che Fiona ha raccontato per mesi a Scotty mentre lo tradiva con Donny. La canzone viene accolta nel trionfo più totale e la festa prosegue, con Scotty che diventa sempre più ubriaco, finché al ritorno a casa egli non riceve un'e-mail dal suo amico di penna tedesco, che gli propone di incontrarsi in America: vittima dell'equivoco tra "Mieke" e "Mike", Scotty scrive in risposta un'e-mail molto maleducata in cui "gli" ingiunge di non avvicinarsi mai più a lui. Quando la ragazza legge tutto ciò, rimane molto delusa e blocca l'indirizzo e-mail di Scotty, in modo che lui non possa più contattarla. Dopo aver ricevuto le spiegazioni del fratellino ed aver capito che Mieke è davvero una ragazza, Scott decide di partire per la Germania per incontrarla e salta su un aereo insieme a Cooper.
- Londra, Regno Unito: sbarcati a Londra per risparmiare sul biglietto aereo, Scotty e Cooper decidono di visitare la città in attesa del pullman per Berlino, ma cercando un pub finiscono per errore in un luogo di ritrovo di agguerriti hooligans del Manchester United il cui capo è interpretato da Vinnie Jones. Dopo essere miracolosamente riusciti a farsi passare per membri di un fantomatico "Manchester United fan club" dell'Ohio, i due ragazzi si ubriacano con i loro nuovi amici e si risvegliano su un pullman in trasferta verso Parigi, per una partita internazionale tra la squadra inglese e quella francese.
- Parigi, Francia: sfuggiti alle grinfie dei turbolenti hooligans inglesi, Scotty e Cooper organizzano un incontro con due loro amici, i gemelli Jenny (Michelle Trachtenberg) e Jamie (Travis Wester), che si trovano in vacanza da quelle parti. Mentre Jamie è lo stereotipo del "secchione", sempre immerso nella lettura della sua inseparabile Guida Frommer o nella contemplazione della sua preziosissima Leica, Jenny è una ragazza molto carina che però, dopo essere stata a lungo a contatto con Scotty e Cooper, ha perso ai loro occhi ogni connotato femminile ed è diventata un "maschio" a tutti gli effetti. Dopo aver loro spiegato la situazione di Scotty, i gemelli acconsentono ad accompagnare i due a Berlino a patto di fare tappa anche nelle principali capitali europee, e pagano i biglietti del treno. Alla stazione, Jenny conosce un galante francese di nome Christoph, proprio mentre Cooper comincia ad accorgersi del fatto che forse anche lei è una femmina: il loro idillio è comunque repentinamente interrotto dalla partenza del treno. Dopo una breve sosta in una spiaggia per nudisti di Crans sur Mer, in cui Jenny è costretta a fuggire a gambe levate da un'orda di turisti assatanati, il viaggio prosegue per Amsterdam. Le riprese della stazione sono state fatte in realtà alla "stazione centrale" (Hlavní nádraží) di Praga.
- Amsterdam, Paesi Bassi: in una caricatura della città del sesso e della droga, gli amici si dividono per soddisfare ognuno i propri desideri. Jenny e Scotty si infilano in un locale, decisi a provare le gioie dei famosi dolcetti all'hashish, ma nella foga del momento non si accorgono di essere entrati in una semplice pasticceria tradizionale olandese e finiscono per fare una pessima figura davanti a tutti i clienti stupiti. Cooper, sempre con il pensiero fisso del sesso, approda in un club privato gestito da una maîtresse molto sexy (Lucy Lawless), che si rivela però essere un club sadomaso molto spinto dove Cooper viene trattenuto tutta la notte contro ogni sua volontà. Inaspettatamente, l'unico a divertirsi sul serio è il timido Jamie che, entrato in un negozio di fotografie per far controllare il suo preziosissimo apparecchio, finisce per essere coinvolto in un bollente "tête à tête" con la commessa nel vicolo dietro al negozio. Per sfortuna dei ragazzi, nella felicità del momento Jamie acconsente serenamente a farsi derubare della borsa da un rapinatore di passaggio, che si porta via i documenti, i soldi ed i biglietti ferroviari di tutti i componenti del gruppo. I quattro sono così costretti a chiedere l'autostop per andare a Berlino, ma il pessimo tedesco di Scotty li fa cadere tutti in un altro guaio quando accettano il passaggio di un camionista.
- Bratislava, Repubblica Slovacca: scaricati in piena Europa dell'Est dal loro autista, con solo un dollaro e trentatré centesimi in tasca, i quattro compagni si risollevano ben presto dalla disperazione quando si accorgono che, grazie al "cambio vantaggioso" (in un'altra parodia ai limiti del surreale), riescono a fare una vita da nababbi usando solo una piccola parte del capitale che gli è rimasto. In una movimentata serata in discoteca, Jenny reincontra il raffinato Christoph, il quale però si rivela essere un deludente dongiovanni che gira per l'Europa adescando giovani di qualunque sesso. Sotto l'effetto di una massiccia dose di assenzio, Jenny e Jamie si ritrovano ad avere una fantastica pomiciata, se non che solo all'ultimo momento si accorgono di averla avuta assieme. Realmente, le scene di Bratislava sono state girate a Milovice in Repubblica Ceca.
- Berlino, Germania: finalmente, grazie ad un altro viaggio in autostop, i ragazzi approdano a Berlino. Ma c'è un altro intoppo: il padre di Mieke, infatti, informa i ragazzi che la figlia ha deciso improvvisamente di passare le vacanze in crociera per il Mediterraneo, e che il suo gruppo partirà all'indomani da Roma. Scotty e i compagni hanno dunque solo dodici ore per raggiungere Mieke in Vaticano, prima che lei diventi irreperibile per tutta l'estate. Ormai presi dall'entusiasmo dell'inseguimento, gli amici decidono di tentare quest'ultima carta, e Jamie arriva addirittura a vendere la sua amata macchina fotografica per ottenere i contanti necessari per l'acquisto del biglietto aereo. Con grande entusiasmo, dunque, i quattro partono per l'ultima tappa del loro viaggio europeo.
- Città del Vaticano, Roma, Italia: dopo essersi infiltrati con un trucco nei Musei Vaticani, i ragazzi si dividono. Mentre Jamie si finge una guida turistica stipendiata dal Vaticano, e sfoggia tutta la sua cultura appresa dalla Guida Frommer davanti ai turisti, Scotty e Cooper si intrufolano per sbaglio negli appartamenti del Papa e finiscono per combinare un guaio dopo l'altro. Incapace di tenere a posto le mani, infatti, Cooper suona la campana di San Marco facendo credere a tutta Roma che il Pontefice sia morto, dopodiché dà fuoco alla mitria del Papa provocando la classica "fumata bianca". A questo punto Scotty, scorgendo Mieke dalla finestra, si ingarbuglia nei tendaggi ed appare al pubblico di piazza San Pietro addobbato del cappello papale, di una tenda dorata e del bastone a cui la tenda era appesa. Ignorando la folla in delirio, Scotty raggiunge la piazza aggrappandosi agli stendardi appesi fuori dal davanzale e raggiunge la stupefatta Mieke, dichiarandole il proprio amore. Chiarito l'equivoco, Scotty rischia di essere arrestato dalle guardie svizzere, ma un inaspettato aiuto giunge a salvarlo: è Mad Maynard (Vinnie Jones), il pazzoide a capo degli hooligans londinesi, che attacca con la sua banda i soldati riducendoli all'impotenza. Il lieto fine è assicurato: Scotty e Mieke promettono di scriversi assiduamente, Jenny e Cooper finiscono per trovarsi molto più attraenti di quanto immaginassero, e Jamie viene addirittura assunto da Arthur Frommer (Patrick Malahide), uno dei turisti che aveva seguito la sua appassionata spiegazione all'interno dei Musei Vaticani, per collaborare alla stesura di una nuova Guida Frommer.
- Oberlin College, Ohio, Stati Uniti: il nuovo anno scolastico è cominciato. Scotty si rassegna a passare i tre mesi che lo separano dalle vacanze natalizie scambiandosi dozzine di e-mail con la sua ragazza tedesca, quando una sorpresa bussa alla sua porta: è Mieke, venuta a studiare in America e capitata proprio nella stanza di Scotty, forse a causa dell'errore di un funzionario ignorante che ha scambiato il suo nome per quello di un maschio.

## Produzione

### Cast
Personaggi principali
- Scott Mechlowicz – Scott "Scotty" Thomas
- Jacob Pitts – Cooper Harris
- Michelle Trachtenberg – Jenny
- Travis Wester – Jamie

Ohio
- Kristin Kreuk – Fiona
- Nial Iskhakov – Bert Thomas (fratello di Scott)
- Matt Damon – Donny
- Molly Schade - Candy
- Jeffrey Tambor – padre di Scott
- Cathy Meils - madre di Scott

Londra
- Vinnie Jones – Mad Maynard (capo degli Hooligans)

Parigi
- J. P. Manoux – mimo robot
- Patrick Rapold – Christoph
- Fred Armisen – uomo spagnolo sul treno (nella versione originale è italiano)

Amsterdam
- Lucy Lawless – Madame Vandersexxx
- Go Go Dyei Jen-Michel – cameriere rasta
- Jana Pallaske – Anna, commessa
- Diedrich Bader – rapinatore
- Anetta Keys – Club Vandersexxx

Bratislava
- Dominic Raacke – camionista
- Steve Hytner – folletto verde

Berlino
- Walter Sittler – fratello di Mieke
- Adam Dotlacil – Heinrich Smith, padre di Mieke

Roma
- Joel Kirby – guardia svizzera
- Jessica Boehrs – Mieke Smith
- Patrick Malahide – Arthur Frommer
- Jack Marston – Papa Giovanni Paolo II
- Mindy Sterling – donna nel confessionale

## Distribuzione
Il film è uscito nelle sale cinematografiche statunitensi il 20 febbraio 2004.
Nel resto del mondo il film è stato distribuito tramite Blu ray e DVD a partire dal 1º giugno seguente.

## Accoglienza

### Incassi
A fronte di un budget stimato di 25 milioni di dollari, il film ne ha incassati circa 22.6.

## Colonna sonora
Canzoni apparse nel film (Tracce 1-14 della Colonna Sonora):
- 1.Lustra - Scotty Doesn't Know
- 2.Chapeaumelon - My Generation
- 3.Wakefield - Wild One
- 4.Nena - 99 Red Balloons
- 5.The Jam - In The City
- 6.Cauterize - Shooting Stars
- 7.Chapeaumelon - Nonchalant
- 8.Jeff Cardoni (MC Jeffsky), Igor Khramov & Marina Plichko - Scotty Doesn't Know (Euro Version)
- 9.Apollo 440 - Make My Dreams Come True
- 10.David Hasselhoff - Du
- 11.Autour De Lucie - Les Promesses
- 12.Linval Thompson - I Love Marijuana
- 13.Ugly Duckling - Turn It Up
- 14.The Salads - Get Loose
- 15.Chemical Brothers - Let Forever Be
- 16.Jet - Are You Gonna Be My Girl
- 17.Sheena Easton - Morning Train
- 18.Maurice Chevalier - Prosper (Ya La Boum!)
- 19.Plastic Bertrand - Ca Plane Pour Moi
- 20.The Business - England 5, Germany 1
- 21.Frankie Goes to Hollywood - Two Tribes
- 22.Donna Summer - Hot Stuff
- 23.Basement Jaxx - Tonight
- 24.Bloodhound Gang - The Bad Touch
- 25.Normahl - Keine Uberdosis Deutschland
- 26.Red Army Choir - Sacred War
- 27.Overseer - Horndog
- 28.Whiskeytown - Don't Be Sad

## Riconoscimenti
- Teen Choice Awards
  - Candidatura al premio Movie Your Parents Didn't Want You to See

## Errori
- In realtà nel film ci sono parecchi luoghi comuni su come gli americani vedono gli europei. Gli inglesi sono ubriaconi e violenti, gli olandesi senza pudori, gli italiani bigotti, i tedeschi nazisti (si vede il fratellino di Mieke che si disegna i baffetti da Hitler e cammina per la stanza con il classico braccio destro alzato nel saluto nazista e camminando con il cosiddetto "passo dell'oca"), i Paesi dell'est europeo in rovina e poverissimi. Si mette però in mostra anche la tipica ignoranza americana per quanto riguarda l'Europa, tanto che Cooper crede che Francia e Germania fossero alleate durante la seconda guerra mondiale. L'ignoranza americana riguarda anche la non conoscenza del gioco del calcio: nel film infatti, gli hooligans, tifosi del Manchester United, vanno in trasferta a Parigi per assistere ad una partita della loro squadra, contro la Francia (intesa come squadra nazionale).
- Le scene nei Paesi Bassi e a Bratislava sono state girate in Repubblica Ceca; inoltre Bratislava non è ridotta in macerie come si vede, ma è una rispettabile città. Per di più è un importante nodo ferroviario verso l'est europeo, mentre nel film viene detto addirittura che le linee ferroviarie stanno per essere costruite.
- Nelle scene ambientate a Roma, peraltro non girate nella Capitale, è presente un'inesattezza: quando i protagonisti arrivano nella Città del Vaticano si vede, come sfondo dietro di loro, il Colosseo. Ciò non è possibile in quanto il Colosseo è situato dall'altra parte del Tevere. In seguito, in Vaticano si vede Mieke che indossa un vestito giallo, grossa incongruenza visto che le leggi vaticane vietano l'ingresso nel territorio di donne con gambe scoperte. Inoltre, dopo la riconciliazione di Scott e Mieke, si può vedere un'inquadratura della Galleria Vittorio Emanuele II, anche questo impossibile visto che la galleria si trova a Milano.
- Quando partono da Parigi con il treno, si vedono degli spezzoni di video in cui è presente la biglietteria della Stazione Centrale di Milano (in un frame si possono notare la data e l'ora delle riprese, indicate da un'obliteratrice delle Ferrovie dello Stato, 05.dic.03 10.04) e sono presenti i treni delle Ferrovie dello Stato italiane; tutto ciò non ha molto senso perché in quel momento il film è ambientato a Parigi.

## Curiosità
- Durante tutto il viaggio la canzone Scotty doesn't know (cantata all'inizio del film da Matt Damon alla festa di fine anno, canzone che parla proprio del tradimento di Fiona verso Scotty) è presente in più luoghi: la si può sentire come suoneria di cellulare, è mixata al club a Bratislava, ed è più volte canticchiata dai ragazzi del gruppo. La canzone è tratta dall'album Left for Dead dei Lustra.
- Nella versione originale, l'uomo che ci prova con i ragazzi del gruppo sul treno mentre attraversano delle gallerie, viene rappresentato come un italiano. Nella versione italiana, invece, viene rappresentato come uno spagnolo.